# Zu jung
Zu jung ist ein US-amerikanischer Spielfilm aus dem Jahre 1958 von Helmut Käutner.

## Handlung
Melinda Grant ist ein 16-jähriges Mädchen, das davon träumt, ihre Kleinstadtheimat Libertyville so rasch wie möglich hinter sich zu lassen, um die „weite Welt“ kennen zu lernen. Ihre Mutter Elizabeth, die sich und ihre Halbwüchsige mühsam als Näherin durchbringt, ist alleinerziehend. Elizabeths Leben wird durch den Kleinstadtmief und die kleingeistige Enge jener Zeit massiv beeinträchtigt, gilt Melindas Vater doch als unbekannt und somit das Mädchen als unehelich. Dies lässt sie im Ansehen der tuschelnden Spießer als unehrenhaft erscheinen. Doch Elizabeth hält die Version aufrecht, der zufolge der Vater gestorben sei, als Melinda noch ein Kleinkind war.
Während einer Tanzveranstaltung in der Schule machen sich die beliebten Mitschüler Polly Fisher und Bruce Mitchell über die hübsche 16-Jährige lustig. Dann aber freundet sie sich mit dem etwas älteren Will Henderson, Sohn eines Handlungsreisenden, an, der ihr erzählt, dass er aufgrund der umtriebigen Tätigkeit seines Vaters viel herumgekommen sei. Dies gefällt Melinda sehr, klingt es doch nach Aufregung, Abenteuer und eben der „weiten Welt“, nach der sie sich so sehr sehnt. Doch Will ist anders, er hat das ewige Herumreisen satt und will sich endlich irgendwo niederlassen.
Eines Tages versuchen Polly und Bruce die beiden mit ihrem Auto von der Straße abzudrängen, als Will Melinda anbietet, sie nach Hause zu fahren. Die Spannung zwischen den jungen Leuten wird noch größer, als die Lehrerin Miss Robson Melinda dazu einlädt, zum Vorsprechen für eine Schüleraufführung von Thornton Wilders Unsere kleine Stadt zu kommen. Melinda spielt dabei so überzeugend, dass sie Polly prompt die weibliche Hauptrolle Polly vor der Nase wegschnappt. Will macht sich derweil Sorgen um seinen Vater Ed, da dieser regelmäßig bei den Eltern von Melindas Mitschülern antichambriert, in der Hoffnung, neue Kontakte zu knüpfen, die seine Geschäfte wieder erblühen lassen könnten.
Wills Annäherung an Melinda passt deren Mutter Elizabeth, die gerade damit beschäftigt ist, für Melindas Auftritt im Theaterstück ein entsprechendes Kleid zu nähen, nicht in den Kram. Polly, eine schlechte Verliererin und überhebliche Gans, versucht Melinda zu bestechen, um auf diese Weise die an sie verlorene Hauptrolle in Unsere kleine Stadt zurückzuerhalten. Als dies nicht klappt, sucht sie ihren „großen Auftritt“ auf andere Weise: Sie versucht Melinda zu desavouieren, indem sie vor der Zuhörerschaft Melinda verpetzt und herausprustet, dass Melinda und Will ein Paar seien. Will zeigt daraufhin Charakter und steht zu Melinda. Dann aber kommt es auch noch zu einer Schlägerei zwischen ihm und dem provozierenden Bruce, woraufhin mehrere Eltern die Verhaftung des heißspornigen Außenseiters verlangen. Will drängt daraufhin seinen Vater dazu, das Wort zu ergreifen und seinen Sohn zu verteidigen.
Ed sieht in dieser Kleinstadt kein Chance mehr für seine Zukunft und will mit Will weiterziehen. Elizabeth gesteht schließlich ihrer Tochter, dass Melindas Vater sich kurz nach ihrer Geburt aus dem Staub gemacht habe, ohne die Kindesmutter zu heiraten. Dies ist der Grund, weshalb Elizabeth mit Sorge die Beziehung Melindas mit Will sieht, denn sie sei, wie der deutsche Filmtitel verrät, einfach zu jung. Melinda soll nicht, wie einst Elizabeth, deren Schicksal durchleben und verführt und unverheiratet Mutter werden. Doch Will ist anders: Er verspricht seiner Liebe Melinda, eines Tages zu ihr zurückzukommen.

## Produktionsnotizen
Zu jung war der erste Film, den Helmut Käutner in den USA als Vertragsregisseur der Universal Pictures 1957 drehte. Die Uraufführung erfolgte am 6. Oktober 1958, in Deutschland konnte man das Melodram wenige Wochen darauf, am 31. Oktober 1958, sehen.
Die Bauten entwarf Alexander Golitzen, die Dekorationen besorgte Russell A. Gausman. Bill Thomas zeichnete für die Kostüme verantwortlich. Clifford Stine besorgte die Spezialaufnahmen.

## Kritiken
Käutner selbst war mit seinem nur zwei Filme umfassenden Hollywood-Ausflug, der ihn lediglich als Studioregisseur ohne eigene Ambitionen auswies – Starkritiker Friedrich Luft urteilte „Ein Talent durch den Hollywood-Wolf gedreht, ehe es noch mit der Kamera piep sagen konnte. Ein trauriges Beispiel der künstlerischen Selbstaufgabe“ – mehr als unzufrieden:
Der Spiegel schrieb: „Käutner hatte sich willig von den Talentjägern der amerikanischen Filmkonzerne anheuern lassen, die in Europa Stars und Regisseure verpflichteten, um die Hollywood-Produkte für den lebenswichtigen europäischen Markt mit zugkräftigen Namen aufwerten zu können. Es sei der Wunsch eines jeden Regisseurs, verlautbarte Käutner, einmal in seinem Leben in Hollywood zu drehen. Aber nachdem seine beiden kalifornischen Produkte ihn nur als Fließbandarbeiter auswiesen, löste er seinen Vertrag mit der Universal. ‚Ich habe natürlich gemerkt, daß ich da ganz schief lag.‘“
Paimann’s Filmlisten resümierte: „Abgesehen von dem amerik. orientierten Sujet ist auch dessen Aufbereitung durch den Deutschen Käutner der Hollywood-Konvention angeglichen und nicht frei von Dehnungen. Junge Leute geben sich ungezwungen, das Milieu ist echt gezeichnet.“

„Deutschlands Renommier-Regisseur Helmut Käutner sah sich veranlaßt, in den Spalten der Filmzeitschriften die nahezu unbeschränkten Mittel und Freiheiten zu rühmen, die er bei den Dreharbeiten zu diesem Film in Hollywood genoß. Doch das einzig Verblüffende an dem nunmehr vorliegenden Resultat der Käutnerschen Hollywood-Expedition ist die totale Anpassung eines in deutschen Ateliers als unbeugsam eigenwillig bekannten Regisseurs an das konventionelle Klischee. Käutner inszenierte ohne Fehl, aber auch ohne Pfiff eine Dutzend-Version des ewigen amerikanischen Themas ‚Freud bei den Babbits‘. In diesem Fall: Eine im psychoanalytischen Konversationsstil vorgetragene Kleinstadt-Affäre um eine unehelich geborene Frühreife.“

„Nach einem schlechten Drehbuch, das die vielfältigen Verwicklungen nicht in den Griff bekommt und dessen Dialoge vor Problemen strotzen, inszenierte Helmut Käutner einen wenig überzeugenden Film. Das Hollywood-Gastspiel des deutschen Regisseurs ging schon kurz darauf mit ‚Ein Fremder in meinen Armen‘ (1959) zu Ende.“